# 엄정초등학교
엄정초등학교는 충청북도 충주시에 있는 공립 초등학교이다.

## 학교 연혁
- 1908년 11월 4일 사립 명신학교
- 1915년 9월 15일 용산리공립보통학교 4년제 개교
- 1924년 2월 18일 용산리공립보통학교 6년제 인가
- 1933년 3월 31일 엄정공립보통학교로 개칭
- 1938년 4월 1일 엄정공립심상소학교로 개칭
- 1941년 4월 1일 엄정공립국민학교로 개칭
- 1996년 3월 1일 엄정초등학교로 개칭
- 1999년 9월 1일 추평초등학교 통합
- 2003년 9월 1일 목계분교장을 본교로 편입
- 2009년 3월 1일 목계분교장 통합
- 2020년 3월 1일 야동초등학교 통폐합

## 참고 자료
- 엄정초등학교 - 한국교육학술정보원 학교알리미